# 루마코
루마코(스페인어: Lumaco)는 칠레 아라우카니아 주 마예코 현의 코무나이다.